# Pristimantis bellae
Pristimantis bellae
 es una especie de anfibio anuro de la familia Craugastoridae.

## Distribución
Esta especie es endémica de Ecuador. Habita en las provincias de Tungurahua, Pastaza y Napo entre los 1800 y 2300 m de altitud.

## Descripción
Los machos miden de 22.13 a 23.93 mm y las hembras 25.85 mm.

## Etimología
Esta especie se llama así en honor a Hilary Bell de PriceWaterhouseCoopers por sus donaciones para la protección de la biodiversidad.

## Publicación original
- Reyes-Puig & Yánez-Muñoz, 2012 : Una nueva especie de Pristimantis (Anura: Craugastoridae) del corredor ecológico Llangantes-Sangay, Andes de Ecuador. Papéis Avulsos de Zoologia, Museu de Zoologia de Universidade de São Paulo, vol. 52, n.º 6, p. 81-91[4]